# Дискографија Витни Хјустон
Америчка певачица Витни Хјустон (1963—2012) објавила је седам студијских албума, шест компилација, два саундтрек албума, седам ЕП-ова и педесет и седам синглова. Године 1985. објавила је први студијски албум под називом Whitney Houston. Албум је провео 14 недеља на првом месту америчке листе Билборд 200 и награђен је тринаестоструким платинастим сертификатом од стране Америчког удружења дискографских кућа, са 23 милиона продатих примерака. На албуму се нашло пет синглова, а три су била на америчкој листи Билборд хот 100. Године 1987. певачица је објавила други студијски албум под називом Whitney. Албум је дебитовао на првом месту листе Билборд 200, а на њему су се нашла четири сингла: I Wanna Dance with Somebody (Who Loves Me), Didn't We Almost Have It All, So Emotional и Where Do Broken Hearts Go. Албум Whitney добио је дијамантски сертификат од стране Америчког удружења дискографских кућа, био је на врховима листа многих држава, а продат је у преко 20 милиона примерака широм света. Трећи студијски албум Хјустонове под називом I'm Your Baby Tonight, објављен је 4. новембра 1990. године и досегао је до трећег места листе Билборд 200. Албум је продат у 10 милиона примерака широм света, а са њега су се истакли синглови All the Man That I Need и ; I'm Your Baby Tonight, који су се нашли на врховима листа многих држава широм света.
Музика за филм Телохранитељ коју је радила Хјустонова, објављена је у новембру 1992. године. На албуму су се нашле и песме других музичара, али је нумера Хјустонове била најпопуларнија. Албум The Bodyguard био је на врху листе Билборд 200 укупно двадесет недеља, додељен му је осамнаестоструки платинасти сертификат у Сједињеним Државама и продат у преко 42 милиона примерака широм света. Главни сингл са саундтрека I Will Always Love You нашао се на листи Билборд хот 100 и тамо остао четрнаест недеља, а додељен му је шестоструки платинасти сертификат од стране Америчког удружења дискографских кућа. I Will Always Love You постао је један од најпродаванијих синглова свих времена. Након осам година, Хјустонова је издала албум My Love Is Your Love, 17. новембра 1998. године. Албум није успео да постигне комерцијални успех као њени претходни албуми, а нашао се на тринаестом месту листе Билборд 200. Упркос слабој продаји, албуму је додељен четвороструки платинасти сертификат у Сједињеним Државама. Од краја 1998. до 2000. године са албума су објављени синглови When You Believe (дует са Марајом Кери), Heartbreak Hotel, It's Not Right but It's Okay, My Love Is Your Love, и сингл I Learned from the Best.
Године 2000. Хјустонова је објавила компилацију највећих хитова под називом Whitney: The Greatest Hits. Компилацији је додељен двоструки платинасти сертификат од стране Америчког удружења дискографских кућа, 2002. године. За ову компилацију постхумно јој је додељен петоструки платинасти сертификат, а она је продата у 2,6 милиона примерака у Сједињеним Државама. Албум се нашао на првој позицији листе у Уједињеном Краљевству, где је продат у преко 1,66 милиона примерака. Широм света, албум је продат у преко 10 милиона примерака. Албум Just Whitney објављен је 10. децембра 2002. године и то је био њен први албум након што је обновила уговор са издавачком кућом Arista records, 2001. године. Албум није успео да добије платинасти сертификат и то је био њен најмање успешан албум. Шести студијски албум One Wish: The Holiday Album објављен је 18. новембра 2003. године. Тек 2009. године певачица се вратила на прву позицију листе Билборд 200 када је објавила албум I Look to You, који се такође нашао на првом месту неколико листа европских земаља. Албуму је додељен платинасти сертификат у Сједињеним Државама.
Према Америчком удружењу дискографских кућа, Хјустонова је ритам и блуз певачица која је продала највише албума у 20. веку и четврта музичарка са највише продатих албума у Сједињеним Државама. Укупно је продала 16,5 милиона синглова, више него било који други соло уметник икада. Према подацима графикона Велике Британије, Хјустонова је до октобра 2012. године продала укупно 8,5 милиона синглова.
Хјустонова је једна од најуспешнијих поп музичара свих времена, са око 170—200 милиона продатих албума широм света.

## Албуми

### Студијски албуми
| Назив | Детаљи                                                                                                | Позиција | Позиција | Позиција | Позиција | Позиција | Позиција | Позиција | Позиција | Позиција | Позиција | Позиција | Сертификат | Број проданих примерака                                            |
| Назив | Детаљи                                                                                                | САД      | САД R&B  | АУС      | АУС 40   | КАН      | ФРА      | НЕМ      | ХОЛ      | ШВЕ      | ШВА      | УК       | Сертификат | Број проданих примерака                                            |
| --- | --- | -------- | -------- | -------- | -------- | -------- | -------- | -------- | -------- | -------- | -------- | -------- | --- | ------------------------------------------------------------------ |
| Whitney Houston                                                                                               | - Датум објављивања: 14. фебруар 1985. - Издавачка кућа: Arista Records - Формат: ЦД, касета, винил   | 1        | 1        | 1        | 9        | 1        | 13       | 2        | 5        | 1        | 2        | 2        | - САД: 13× Платинасти (Дијамантски) - АУС: 4× Платинасти - АУС 40: Платинасти - КАН: Дијамантски - ФРА: Златни - НЕМ: Платинасти - ХОЛ: Платинасти - ШВА: Платинасти - УК: 6× Платинасти                                | - Свет: 22,000,000 - ФРА: 114,000                                  |
| Whitney | - Датум објављивања: 2. јун 1987. - Издавачка кућа: Arista - Формат: ЦД, касета, винил                | 1        | 2        | 1        | 1        | 1        | 6        | 1        | 1        | 1        | 1        | 1        | - САД: 9× Платинасти - АУС: 3× Платинасти - АУС 40: 2× Платинасти - КАН: 7× Платинасти - ФРА: Платинасти - НЕМ: Платинасти - ХОЛ: Платинасти - ШВЕ: 2× Платинасти - ШВА: 2× Платинасти - УК: 7× Платинасти              | - Свет: 20,000,000 - САД: 9,568,000 - ФРА: 300,000 - УК: 2,237,603 |
| I'm Your Baby Tonight                                                                                         | - Датум објављивања: 4. новембар 1990. - Издавачка кућа: Arista - Формат: ЦД, касета, винил           | 3        | 1        | 10       | 2        | 12       | 9        | 3        | 4        | 3        | 2        | 4        | - САД: 4× Платинасти - АУС: Платинасти - АУС 40: Платинасти - КАН: Платинасти - ФРА: Платинасти - НЕМ: Платинасти - ЈАП: 2× Платинасти - ХОЛ: Платинасти - ШВЕ: Платинасти - ШВА: 2× Платинасти - УК: Платинасти        | - Свет: 10,000,000 - САД: 4,000,000 - ФРА: 445,300                 |
| My Love Is Your Love                                                                                          | - Датум објављивања: 17. новембар 1998. - Издавачка кућа: Arista - Формат: ЦД, касета, винил          | 13       | 7        | 42       | 1        | 13       | 2        | 2        | 1        | 7        | 1        | 4        | - САД: 4× Платинасти - АУС: Златни - АУС 40: Платинасти - КАН: 2× Платинасти - ЕУ: 4× Платинасти - ФРА: 2× Платинасти - ЈАП: Платинасти - ХОЛ: Платинасти - ШВЕ: 2× Платинасти - ШВА: 3× Платинасти - УК: 3× Платинасти | - Свет: 10,000,000 - САД: 4,000,000 - ФРА: 672,200 - НЕМ: 670,000  |
| Just Whitney                                                                                                  | - Датум објављивања: 10. децембар 2002. - Издавачка кућа: - Formats: ЦД, ЦД+ДВД, дигитално преузимање | 9        | 3        | ―        | 33       | 85       | 25       | 16       | 70       | ―        | 10       | 76       | - САД: Платинасти - ФРА: Златни - ЈАП: Златни - ШВА: Платинасти | - Свет: 2,000,000 - САД: 1,000,000 - ФРА: 100,000 - УК: 42,000     |
| One Wish: The Holiday Album                                                                                   | - Датум објављивања: 18. новембар 2003. - Издавачка кућа: - Формат: ЦД                                | 49       | 14       | —        | —        | —        | —        | —        | —        | —        | —        | ―        | - САД: Златни | - САД: 546,000                                                     |
| I Look to You                                                                                                 | - Датум објављивања: 31. август 2009. - Издавачка кућа: - Формат: ЦД, ЦД+ДВД, дигитално преузимање    | 1        | 1        | 16       | 3        | 1        | 3        | 1        | 1        | 2        | 1        | 3        | - САД: Платинасти - АУС 40: Златни - КАН: Платинасти - ФРА: Златни - НЕМ: Златни - ШВЕ: Златни - ШВА: Златни - УК: Златни                                                                                               | - Свет: 2,500,000 - САД: 1,500,000 - ФРА: 50,000                   |
| "—" означава издање које или није дебитовало на тој топ-листи или није дебитовало у/на тој држави/територији. | |          |          |          |          |          |          |          |          |          |          |          | |                                                                    |

### Саундтрекови
| Назив               | Детаљи                                                                                       | Позиција | Позиција | Позиција | Позиција | Позиција | Позиција | Позиција | Позиција | Позиција | Позиција | Позиција | Сертификат | Број проданих примерака |
| Назив               | Детаљи                                                                                       | САД      | САД R&B  | АУС      | АУС 40   | КАН      | ФРА      | НЕМ      | ХОЛ      | ШВЕ      | ШВА      | УК       | Сертификат | Број проданих примерака |
| ------------------- | -------------------------------------------------------------------------------------------- | -------- | -------- | -------- | -------- | -------- | -------- | -------- | -------- | -------- | -------- | -------- | --- | --- |
| The Bodyguard       | - Датум објављивања: 17. новембар 1992. - Издавачка кућа: Arista - Формат: ЦД, касета, винил | 1        | 1        | 1        | 1        | 1        | 1        | 1        | 1        | 1        | 1        | 1        | - САД: 18× Платинасти (Дијамантски) - АУС: 5× Платинасти - АУС 40: 4× Платинасти - КАН: Дијамантски - ФРА: Дијамантски - НЕМ: 3× Платинасти - ЈАП: 2× Милион - ХОЛ: Платинасти - ШВЕ: Платинасти - ШВА: 5× Платинасти - УК: 7× Платинасти | - Свет: 42,000,000 - САД: 13,450,000 - АУС: 346,000 - ФРА: 1,385,300 - НЕМ: 1,700,000 - ЈАП: 2,800,030 - ШВЕ: 343,000 - УК: 2,138,030 |
| The Preacher's Wife | - Датум објављивања: 27. новембар 1996. - Издавачка кућа: - Формат: ЦД, касета               | 3        | 1        | 34       | 8        | ―        | 2        | 9        | 1        | 1        | 1        | 3        | - САД: 3× Платинасти - АУС: Златни - КАН: Платинасти - ЕУ: Платинасти - ШВЕ: Златни - ШВА: Златни - УК: Сребрни | - Свет: 6,000,000 - САД: 2,491,000 |

### Компилацијски албуми
| Назив | Детаљи                                                                                                | Позиција | Позиција | Позиција | Позиција | Позиција | Позиција | Позиција | Позиција | Позиција | Позиција | Позиција | Сертификат | Број проданих примерака           |
| Назив | Детаљи                                                                                                | САД      | САД R&B  | АУС      | АУС 40   | КАН      | ФРА      | НЕМ      | ХОЛ      | ШВЕ      | ШВА      | УК       | Сертификат | Број проданих примерака           |
| --- | --- | -------- | -------- | -------- | -------- | -------- | -------- | -------- | -------- | -------- | -------- | -------- | --- | --------------------------------- |
| Whitney: The Greatest Hits                                                                                    | - Датум објављивања: 16. мај 2000. - Издавачка кућа: Arista - Формат: ЦД, касета                      | 2        | 3        | 3        | 3        | 4        | 9        | 2        | 2        | 4        | 2        | 1        | - САД: 5× Платинасти - АУС: 2× Платинасти - КАН: Платинасти - ЕУ: 3× Платинасти - ФРА: 2× Златни - НЕМ: Платинасти - ХОЛ: Платинасти - ШВЕ: Платинасти - ШВА: Платинасти - УК: 5× Платинасти | - Свет: 10,000,000 - ФРА: 406,200 |
| Love, Whitney                                                                                                 | - Датум објављивања: 20. новембар 2001. - Издавачка кућа: - Формат: ЦД                                | —        | ―        | —        | 42       | —        | 167      | —        | 24       | 12       | 37       | 22       | - БРА: Златни - ЈАП: Златни |                                   |
| Artist Collection: Whitney Houston                                                                            | - Датум објављивања: 4. октобар 2004. - Издавачка кућа: Sony BMG Europe / Arista - Формат: ЦД, ЦД+DVD | —        | —        | —        | —        | —        | —        | —        | —        | —        | —        | —        | |                                   |
| The Ultimate Collection                                                                                       | - Датум објављивања: 29. октобар 2007. - Издавачка кућа: - Формат: ЦД, ЦД+ДВД, дигитално преузимање   | —        | —        | 3        | 1        | 15       | 52       | 3        | —        | 10       | 5        | 3        | - АУС: 2× Платинасти - ШВЕ: Златни - ШВА: Златни - УК: 5× Платинасти |                                   |
| The Essential Whitney Houston                                                                                 | - Датум објављивања: 10. јануар 2011. - Издавачка кућа: - Формат: ЦД, дигитално преузимање            | ―        | ―        | 7        | 26       | 3        | 51       | 20       | —        | ―        | 15       | 7        | - УК: Сребрни |                                   |
| I Will Always Love You: The Best of Whitney Houston                                                           | - Датум објављивања: 12. новембар 2012. - Издавачка кућа: - Формат: ЦД, 2ЦД, дигитално преузимање     | 14       | 2        | 74       | ―        | ―        | 99       | ―        | 61       | ―        | 87       | 29       | - УК: Сребрни |                                   |
| "—" означава издање које или није дебитовало на тој топ-листи или није дебитовало у/на тој држави/територији. | |          |          |          |          |          |          |          |          |          |          |          | |                                   |

## Уживо албуми
| Назив | Детаљи | Позиција | Позиција | Позиција | Позиција | Позиција | Позиција | Позиција | Позиција | Позиција | Позиција | Позиција | Сертификат |
| Назив | Детаљи | САД      | САД R&B  | АУС      | АУС 40   | КАН      | ФРА      | НЕМ      | ХОЛ      | ШВЕ      | ШВА      | УК       | Сертификат |
| --- | --- | -------- | -------- | -------- | -------- | -------- | -------- | -------- | -------- | -------- | -------- | -------- | ---------- |
| Whitney Houston Live: Her Greatest Performances                                                               | - Датум објављивања: 10. новембар 2014. - Издавачка кућа: - Формат: ЦД, ЦД+ДВД, дигитално преузимање, дупли винил | 19       | 1        | —        | —        | —        | 123      | —        | 63       | —        | —        | 66       |            |
| "—" означава издање које или није дебитовало на тој топ-листи или није дебитовало у/на тој држави/територији. | |          |          |          |          |          |          |          |          |          |          |          |            |

### Поново издати албуми
| Назив | Детаљи | Позиција | Позиција | Позиција | Позиција | Позиција | Позиција | Позиција | Позиција | Позиција | Позиција | Позиција | Сертификат |
| Назив | Детаљи | САД      | САД R&B  | АУС      | АУС 40   | КАН      | ФРА      | НЕМ      | ХОЛ      | ШВЕ      | ШВА      | УК       | Сертификат |
| --- | --- | -------- | -------- | -------- | -------- | -------- | -------- | -------- | -------- | -------- | -------- | -------- | ---------- |
| I Wish You Love: More from The Bodyguard                                                                      | - Датум објављивања: 17. новембар 2017. - Издавачка кућа: - Формат: ЦД, ЦД+ДВД, дигитално преузимање, винил (лимитирано) | 165      | —        | —        | —        | —        | —        | —        | 63       | —        | —        | —        |            |
| "—" означава издање које или није дебитовало на тој топ-листи или није дебитовало у/на тој држави/територији. | |          |          |          |          |          |          |          |          |          |          |          |            |

### Бокс сетови
| Назив                                                     | Детаљи | Напомене |
| --------------------------------------------------------- | --- | --- |
| Whitney: The Unreleased Mixes                             | - Датум објављивања: 25. април 2000. / 6. јун 2006. - Издавачка кућа: - Формат: 4х винил, дигитално преузимање | - Лимитирано издање винила који садржи осам клупских верзија ремиксованих песама које су се нашле на издању Whitney: The Greatest Hits. - У лето 2006. године бокс сет је изашао под називом Dance Vault Mixes: The Unreleased Mixes (Special Collector's Box Set).                     |
| Love Whitney                                              | - Датум објављивања: 4. децембар 2001. - Издавачка кућа: - Формат: ЦД                                          | - Ограничено издање албума Love, Whitney, које садржи 16 песама и информације о дискографији, за тржиште Тајвана |
| The Collection: Whitney Houston                           | - Датум објављивања: 29. септембар 2009. - Издавачка кућа: - Формат: 3х ЦД                                     | - Бокс сет који укључује три студијска албума Хјустонове: Whitney Houston, Whitney и My Love Is Your Love. |
| The Collection                                            | - Датум објављивања: 19. април 2010. - Издавачка кућа: - Формат: 5х ЦД                                         | - Материјал на 5 компакт диск издања који садржи албуме Whitney Houston, Whitney, I'm Your Baby Tonight, The Bodyguard Soundtrack и My Love Is Your Love. - Овај сет је касније изашао у фебруару 2012. године у Ирској, Шпанији и Шведској.                                            |
| Triple Feature                                            | - Датум објављивања: 9. новембар 2010. - Издавачка кућа: - Формат: 3х ЦД                                       | - Бокс сет који укључује студијске албуме I'm Your Baby Tonight, My Love Is Your Love и Just Whitney. - Бокс сет који је дебитовао на 74. Билборд R&B/Hip-Hop Albums лист, 3. марта 2002. године. Такође албум се нашао на 73. месту листе Billboard 200 chart, 10. марта 2012. године. |
| Two Original Albums: My Love Is Your Love / I Look to You | - Датум објављивања: 16. септембар 2011. - Издавачка кућа: - Формат: 2х ЦД                                     | - Бокс сет који укључује албуме My Love Is your Love и I Look to You. - Друго издање албума Хјустонове у оквиру Sony's Two Original Albums пројекта. |

## ЕП-ови
| Назив                                      | Детаљи                                                                                  | Напомене |
| ------------------------------------------ | --------------------------------------------------------------------------------------- | --- |
| Whitney Dancin' Special                    | - Датум објављивања: 1. новембар 1986. - Издавачка кућа: - Формат: ЦД, винил            | - Мини албум који је изашао у Јапану, са песмама How Will I Know (денс ремикс), You Give Good Love (продужена верзија), Thinking About You (продужена денс верзија), Someone for Me (ремикс), Thinking About You (даб верзија) и How Will I Know (инструментал). |
| Exhale                                     | - Датум објављивања: 6. новембар 1995. - Издавачка кућа: - Формат: компакт диск, винил  | - Мини-албум од 5 песама, који укључује песме Exhale (Shoop Shoop), Dancin' On the Smooth Edge, Moment of Truth, Do You Hear What I Hear и It Isn't, It Wasn't, It Ain't Ever Gonna Be (Витни Хјустон и Арета Френклин)                                          |
| You Are Loved                              | - Датум објављивања: 17. јануар 1999. - Издавачка кућа: - Формат: компакт диск          | - Лимитирана компилација која је изашла у Сједињеним Државама са песмама You Were Loved, Saving All My Love for You, I Wanna Dance with Somebody (Who Loves Me), Run to You, All the Man That I Need и песмом Why Does It Hurt So Bad.                           |
| I Didn't Know My Own Strength: The Remixes | - Датум објављивања: 6. новембар 2009. - Издавачка кућа: - Формат: дигитално преузимање | - ЕП са пет трака Хјустонове, који садржи верзије песама Петера Раухофера и три траке од Daddy's Groove Magic Island пројекта. |
| I Look to You                              | - Датум објављивања: 6. новембар 2009. - Издавачка кућа: - Формат: дигитално преузимање | - Укључује три ремикса осам песама са I Look to You албума: два ремикса песме Million Dollar Bill, два I Didn't Know My Own Strength и четири ремикса песме I Look to You.                                                                                       |
| I Look to You: The Remixes                 | - Датум објављивања: 6. новембар 2009. - Издавачка кућа: - Формат: дигитално преузимање | - Дигитално ЕП издање ремикса песме I Look to You, шест њих миксовао је диск-џокеј Џони Вишос, три Кристијан Дио и једну Гусепе Д. |
| Million Dollar Bill: The Remixes           | - Датум објављивања: 6. новембар 2009. - Издавачка кућа: - Формат: дигитално преузимање | - Дигитални ЕП са 6 трака који укључује ремиксовану верзију песме Million Dollar Bill. |

## Синглови

### 1980—1989.
| Назив | Година | Позиција | Позиција | Позиција | Позиција | Позиција | Позиција | Позиција | Позиција | Позиција | Позиција | Позиција | Позиција | Позиција | Сертификат                                                                                 | Албум                      |
| Назив | Година | САД      | САД R&B  | САД AC   | САД денс | АУС      | АУС 40   | КАН      | ФРА      | НЕМ      | ХОЛ      | ШВЕ      | ПВА      | УК       | Сертификат                                                                                 | Албум                      |
| --- | ------ | -------- | -------- | -------- | -------- | -------- | -------- | -------- | -------- | -------- | -------- | -------- | -------- | -------- | ------------------------------------------------------------------------------------------ | -------------------------- |
| Hold Me[A] (Теди Пендреграс и Витни Хјустон)                                                                  | 1984   | 46       | 5        | 6        | —        | —        | —        | —        | —        | ―        | 22       | —        | —        | 44       |                                                                                            | Love Language              |
| Thinking About You[D]                                                                                         | 1985   | —        | 10       | —        | 24       | —        | —        | —        | —        | —        | —        | ―        | —        | —        |                                                                                            | Whitney Houston            |
| You Give Good Love                                                                                            | 1985   | 3        | 1        | 4        | —        | 58       | —        | 7        | —        | —        | ―        | —        | —        | 93       | - САД: Златни                                                                              | Whitney Houston            |
| All at Once[B]                                                                                                | 1985   | —        | —        | —        | —        | —        | —        | —        | —        | ―        | 5        | —        | —        | —        | - ЈАП: Златни                                                                              | Whitney Houston            |
| Saving All My Love for You                                                                                    | 1985   | 1        | 1        | 1        | —        | 20       | 12       | 8        | 11       | 18       | 12       | —        | 5        | 1        | - САД: Златни - УК: Платинасти                                                             | Whitney Houston            |
| How Will I Know                                                                                               | 1985   | 1        | 1        | 1        | 3        | 2        | 28       | 1        | 111      | 26       | 15       | 2        | 11       | 5        | - САД: Златни - КАН: Златни - The Bodyguard Soundtrack: - УК: Сребрни                      | Whitney Houston            |
| The Greatest Love of All                                                                                      | 1986   | 1        | 3        | 1        | —        | 1        | 25       | 1        | 70       | 30       | 17       | 14       | 20       | 8        | - САД: Златни - КАН: Златни                                                                | Whitney Houston            |
| I Wanna Dance with Somebody (Who Loves Me)                                                                    | 1987   | 1        | 2        | 1        | 1        | 1        | 3        | 1        | 15       | 1        | 1        | 1        | 1        | 1        | - САД: Платинасти - АУС: Златни - КАН: Златни - ХОЛ: Златни - ШВЕ: Златни - УК: Платинасти | Whitney                    |
| Didn't We Almost Have It All                                                                                  | 1987   | 1        | 2        | 1        | —        | 27       | —        | 2        | —        | 20       | 20       | —        | 18       | 14       |                                                                                            | Whitney                    |
| So Emotional                                                                                                  | 1987   | 1        | 5        | 8        | 1        | 26       | —        | 9        | 21       | —        | 23       | —        | 30       | 5        | - САД: Златни - УК: Сребрни                                                                | Whitney                    |
| Where Do Broken Hearts Go                                                                                     | 1988   | 1        | 2        | 1        | —        | 48       | —        | 6        | —        | —        | 47       | —        | —        | 14       |                                                                                            | Whitney                    |
| Love Will Save the Day                                                                                        | 1988   | 9        | 5        | 10       | 1        | 84       | —        | 8        | 48       | 37       | 6        | —        | 18       | 10       |                                                                                            | Whitney                    |
| One Moment in Time                                                                                            | 1988   | 5        | 22       | 1        | —        | 53       | 5        | 3        | 8        | 1        | 6        | 3        | 4        | 1        | - ФРА: Сребрни - НЕМ: Златни - УК: Златни                                                  | 1988 Summer Olympics Album |
| I Know Him So Well[E] (Сиси Хјустон и Витни Хјустон)                                                          | 1988   | —        | —        | —        | —        | —        | —        | —        | —        | 46       | 14       | —        | —        | —        |                                                                                            | Whitney                    |
| "—" означава издање које или није дебитовало на тој топ-листи или није дебитовало у/на тој држави/територији. |        |          |          |          |          |          |          |          |          |          |          |          |          |          |                                                                                            |                            |

### 1990—1999.
| Назив | Година | Позиција | Позиција | Позиција | Позиција  | Позиција | Позиција | Позиција | Позиција | Позиција | Позиција | Позиција | Позиција | Позиција | Сертификат | Албум                    |
| Назив | Година | САД      | САД R&B  | САД AC   | САД Dance | АУС      | АУС 40   | КАН      | ФРА      | НЕМ      | ХОЛ      | ШВЕ      | ШВА      | УК       | Сертификат | Албум                    |
| --- | ------ | -------- | -------- | -------- | --------- | -------- | -------- | -------- | -------- | -------- | -------- | -------- | -------- | -------- | --- | ------------------------ |
| I'm Your Baby Tonight                                                                                         | 1990   | 1        | 1        | 7        | 17        | 7        | 3        | 2        | 4        | 5        | 2        | 4        | 4        | 5        | - САД: Златно - ШВЕ: Златно | I'm Your Baby Tonight    |
| All the Man That I Need                                                                                       | 1990   | 1        | 1        | 1        | —         | 59       | 21       | 1        | 28       | 37       | 9        | ―        | 28       | 13       | - САД: Златни | I'm Your Baby Tonight    |
| The Star Spangled Banner[G]                                                                                   | 1991   | 20       | —        | 48       | —         | —        | —        | —        | —        | —        | —        | —        | —        | —        | - САД: Златни | Није ни на једном албуму |
| Miracle | 1991   | 9        | 2        | 4        | —         | —        | —        | 17       | —        | —        | —        | —        | —        | —        | | I'm Your Baby Tonight    |
| My Name Is Not Susan                                                                                          | 1991   | 20       | 8        | 44       | —         | 118      | —        | 43       | —        | 52       | 22       | 31       | ―        | 29       | | I'm Your Baby Tonight    |
| I Belong to You                                                                                               | 1991   | —        | 10       | —        | —         | —        | —        | —        | —        | —        | 79       | —        | —        | 54       | | I'm Your Baby Tonight    |
| We Didn't Know[H] (Стиви Вондер и Витни Хјустон)                                                              | 1992   | —        | 20       | —        | —         | —        | —        | —        | —        | —        | —        | —        | —        | —        | | I'm Your Baby Tonight    |
| I Will Always Love You                                                                                        | 1992   | 1        | 1        | 1        | —         | 1        | 1        | 1        | 1        | 1        | 1        | 1        | 1        | 1        | - САД: 4× Платинасти - АУС: 4× Платинасти - АУС 40: Златни - ФРА: Златни - НЕМ: Платинасти - ЈАП: 5× Платинасти - ХОЛ: Платинасти - ШВЕ: Платинасти - УК: 2× Платинасти | The Bodyguard            |
| I'm Every Woman                                                                                               | 1993   | 4        | 5        | 26       | 1         | 11       | 19       | 2        | 11       | 13       | 3        | 7        | 18       | 4        | - САД: Златни - АУС: Златни - УК: Сребрни | The Bodyguard            |
| I Have Nothing                                                                                                | 1993   | 4        | 4        | 1        | —         | 28       | —        | 1        | 29       | 39       | 22       | ―        | 39       | 3        | - САД: Златни - УК: Сребрни | The Bodyguard            |
| Run to You | 1993   | 31       | 31       | 10       | —         | 72       | —        | 10       | 47       | 58       | 33       | —        | —        | 15       | | The Bodyguard            |
| Queen of the Night                                                                                            | 1993   | —        | —        | —        | 1         | 88       | —        | 39       | 47       | 64       | 21       | ―        | 36       | 14       | | The Bodyguard            |
| Exhale (Shoop Shoop)                                                                                          | 1995   | 1        | 1        | 5        | —         | 18       | 15       | 1        | 23       | 26       | 7        | 10       | 13       | 11       | - САД: Платинасти | Waiting to Exhale        |
| Count On Me (Цеце Винанс и Витни Хјустон)                                                                     | 1996   | 8        | 7        | 4        | —         | 87       | 28       | 26       | —        | 75       | 30       | ―        | 31       | 12       | - САД: Златни | Waiting to Exhale        |
| Why Does It Hurt So Bad                                                                                       | 1996   | 26       | 22       | 6        | —         | 99       | —        | 45       | —        | —        | —        | —        | —        | —        | | Waiting to Exhale        |
| I Believe in You and Me                                                                                       | 1996   | 4        | 4        | 2        | —         | 70       | —        | 59       | —        | 98       | 74       | 46       | ―        | 16       | - САД: Платинасти | The Preacher's Wife      |
| Step by Step                                                                                                  | 1997   | 15       | 29       | 12       | 3         | 12       | 6        | 23       | 30       | 8        | 11       | 15       | 15       | 13       | - САД: Златни - АУС: Златни - НЕМ: Златни - УК: Сребрни | The Preacher's Wife      |
| My Heart Is Calling                                                                                           | 1997   | 77       | 35       | —        | —         | —        | —        | —        | —        | —        | —        | —        | —        | —        | | The Preacher's Wife      |
| When You Believe (Витни Хјустон и Мараја Кери)                                                                | 1998   | 15       | 33       | 3        | —         | 13       | 6        | 20       | 5        | 8        | 5        | 2        | 2        | 4        | - САД: Златни - АУС: Златни - ФРА: Златни - НЕМ: Златни - ШВЕ: Платинасти - ШВА: Златни - УК: Сребрни                                                                   | My Love Is Your Love     |
| Heartbreak Hotel[I] (Фејт Еванс, Кели Прајс и Витни Хјустон)                                                  | 1998   | 2        | 1        | —        | 1         | 17       | —        | 12       | 7        | 61       | 35       | —        | 77       | 25       | - САД: Платинасти | My Love Is Your Love     |
| It's Not Right but It's Okay                                                                                  | 1999   | 4        | 7        | —        | 1         | 88       | 20       | 3        | 21       | 14       | 10       | 12       | 18       | 3        | - САД: Златни - УК: Платинасти | My Love Is Your Love     |
| My Love Is Your Love                                                                                          | 1999   | 4        | 2        | —        | 1         | 27       | 2        | 10       | 10       | 2        | 3        | 2        | 2        | 2        | - САД: Платинасти - АУС 40: Платинасти - ФРА: Сребрни - НЕМ: Платинасти - ХОЛ: Златни - ШВЕ: Платинасти - ШВА: Платинасти - УК: Платинасти                              | My Love Is Your Love     |
| I Learned from the Best                                                                                       | 1999   | 27       | 13       | 20       | 1         | —        | —        | —        | 44       | 48       | 20       | 23       | 28       | 19       | | My Love Is Your Love     |
| "—" означава издање које или није дебитовало на тој топ-листи или није дебитовало у/на тој држави/територији. |        |          |          |          |           |          |          |          |          |          |          |          |          |          | |                          |

### 2000—2009.
| Назив | Година | Позиција | Позиција | Позиција | Позиција  | Позиција | Позиција | Позиција | Позиција | Позиција | Позиција | Позиција | Позиција | Позиција | Сертификат                                                                 | Албум                       |
| Назив | Година | САД      | САД R&B  | САД AC   | САД Dance | АУС      | АУС 40   | КАН      | ФРА      | НЕМ      | ХОЛ      | ШВЕ      | ШВА      | УК       | Сертификат                                                                 | Албум                       |
| --- | ------ | -------- | -------- | -------- | --------- | -------- | -------- | -------- | -------- | -------- | -------- | -------- | -------- | -------- | -------------------------------------------------------------------------- | --------------------------- |
| Could I Have This Kiss Forever[J] (Витни Хјустон и Енрике Иглесијас)                                          | 2000   | 52       | —        | 10       | —         | 12       | 8        | 3        | 16       | 5        | 1        | 2        | 1        | 7        | - АУС: Златни - ФРА: Сребрни - НЕМ: Златни - ШВЕ: Платинасти - ШВА: Златни | Whitney: The Greatest Hits  |
| If I Told You That (Џорџ Мајкл и Витни Хјустон)                                                               | 2000   | —        | —        | —        | —         | 37       | —        | —        | —        | 58       | 19       | 44       | 33       | 9        |                                                                            | Whitney: The Greatest Hits  |
| Same Script, Different Cast[J] (Дебора Кокс и Витни Хјустон)                                                  | 2000   | 70       | 14       | —        | 4         | —        | —        | 38       | —        | —        | —        | —        | —        | —        |                                                                            | Whitney: The Greatest Hits  |
| Fine[K] | 2000   | —        | 51       | —        | —         | —        | —        | —        | —        | —        | —        | 50       | —        | —        |                                                                            | Whitney: The Greatest Hits  |
| The Star Spangled Banner[G] (поново издато)                                                                   | 2001   | 6        | 30       | —        | —         | —        | —        | 5        | —        | —        | —        | —        | —        | —        | - САД: Платинасти                                                          | Whitney: The Greatest Hits  |
| Whatchulookinat                                                                                               | 2002   | 96       | 75       | —        | 1         | 48       | 53       | 3        | 65       | 47       | 29       | 29       | 22       | 13       |                                                                            | Just Whitney                |
| One of Those Days                                                                                             | 2002   | 72       | 29       | —        | —         | 48       | —        | —        | —        | —        | 80       | —        | 94       | —        |                                                                            | Just Whitney                |
| Try It on My Own                                                                                              | 2003   | 84       | 80       | 10       | 1         | —        | —        | 24       | —        | —        | —        | —        | 79       | —        |                                                                            | Just Whitney                |
| Love That Man[L]                                                                                              | 2003   | —        | —        | —        | 1         | —        | —        | —        | —        | —        | —        | —        | —        | —        |                                                                            | Just Whitney                |
| One Wish (for Christmas)                                                                                      | 2003   | —        | —        | 20       | —         | —        | —        | —        | —        | —        | —        | —        | —        | —        |                                                                            | One Wish: The Holiday Album |
| I Look to You[M]                                                                                              | 2009   | 70       | 19       | 22       | 35        | —        | 47       | 68       | —        | 41       | 65       | 33       | 16       | 115      |                                                                            | I Look to You               |
| Million Dollar Bill                                                                                           | 2009   | 100      | 16       | —        | 1         | —        | —        | 62       | —        | 41       | 58       | 22       | 40       | 5        | - УК: Сребрни                                                              | I Look to You               |
| "—" означава издање које или није дебитовало на тој топ-листи или није дебитовало у/на тој држави/територији. |        |          |          |          |           |          |          |          |          |          |          |          |          |          |                                                                            |                             |

### 2010—
| Назив | Година | Позиција | Позиција | Позиција | Позиција  | Позиција | Позиција | Позиција | Позиција | Позиција | Позиција | Позиција | Позиција | Сертификат | Албум                                               |
| Назив | Година | САД      | САД R&B  | САД AC   | САД Dance | АУС 40   | КАН      | ФРА      | НЕМ      | ХОЛ      | ШВЕ      | ШВА      | УК       | Сертификат | Албум                                               |
| --- | ------ | -------- | -------- | -------- | --------- | -------- | -------- | -------- | -------- | -------- | -------- | -------- | -------- | ---------- | --------------------------------------------------- |
| Celebrate (Јордин Спаркс и Витни Хјустон)                                                                     | 2012   | —        | 39       | 26       | 21        | —        | —        | —        | —        | —        | —        | —        | —        |            | Sparkle Soundtrack                                  |
| His Eye Is on the Sparrow                                                                                     | 2012   | —        | —        | —        | —         | —        | —        | —        | —        | —        | —        | —        | —        |            | Sparkle Soundtrack                                  |
| I Look to You (Витни Хјустон и Р. Кели)                                                                       | 2012   | —        | 90       | —        | —         | —        | —        | —        | —        | —        | —        | —        | —        |            | I Will Always Love You: The Best of Whitney Houston |
| "—" означава издање које или није дебитовало на тој топ-листи или није дебитовало у/на тој држави/територији. |        |          |          |          |           |          |          |          |          |          |          |          |          |            |                                                     |

### Поново издати синглови
| Назив | Оригинално издати | Поново издати | Позиција | Позиција | Позиција | Позиција  | Позиција | Позиција | Позиција | Позиција | Позиција | Позиција | Позиција | Позиција | Позиција | Сертификат                             | Албум                    |
| Назив | Оригинално издати | Поново издати | САД      | САД R&B  | САД AC   | САД Dance | АУС      | АУС 40   | КАН      | ФРА      | НЕМ      | ХОЛ      | ШВЕ      | ШВА      | УК       | Сертификат                             | Албум                    |
| --- | ----------------- | ------------- | -------- | -------- | -------- | --------- | -------- | -------- | -------- | -------- | -------- | -------- | -------- | -------- | -------- | -------------------------------------- | ------------------------ |
| I Will Always Love You                                                                                        | 1992              | 2012          | 3        | 2        | 2        | —         | 8        | 10       | 6        | 2        | 19       | 5        | 56       | 3        | 10       | - САД: 2× Платинасти - ЈАП: Платинасти | The Bodyguard Soundtrack |
| I'm Every Woman                                                                                               | 1993              | 2012          | —        | —        | —        | —         | 95       | —        | —        | —        | —        | —        | —        | —        | —        |                                        | The Bodyguard Soundtrack |
| I Wanna Dance with Somebody (Who Loves Me)                                                                    | 1987              | 2012          | 25       | —        | —        | —         | 25       | 70       | 33       | 31       | —        | —        | —        | 28       | 20       |                                        | Whitney                  |
| Didn't We Almost Have It All                                                                                  | 1987              | 2012          | —        | —        | —        | —         | 96       | —        | —        | —        | —        | —        | —        | —        | 92       |                                        | Whitney                  |
| The Greatest Love of All                                                                                      | 1986              | 2012          | 36       | —        | —        | —         | 56       | —        | —        | 70       | —        | —        | —        | 55       | 58       |                                        | Whitney Houston          |
| How Will I Know                                                                                               | 1985              | 2012          | 49       | —        | —        | —         | 67       | —        | —        | 111      | —        | 100      | —        | —        | 56       |                                        | Whitney Houston          |
| Saving All My Love for You                                                                                    | 1985              | 2012          | —        | —        | —        | —         | 90       | —        | —        | —        | —        | —        | —        | —        | 59       |                                        | Whitney Houston          |
| "—" означава издање које или није дебитовало на тој топ-листи или није дебитовало у/на тој држави/територији. |                   |               |          |          |          |           |          |          |          |          |          |          |          |          |          |                                        |                          |

## Промотивни синглови
| Назив | Година | Позиција | Позиција | Позиција | Позиција | Позиција | Позиција | Позиција | Позиција | Позиција | Позиција | Позиција | Позиција | Позиција | Сертификат | Албум               |
| Назив | Година | САД      | САД R&B  | САД AC   | САД денс | АУС      | АУС 40   | КАН      | ФРА      | НЕМ      | ХОЛ      | ШВЕ      | ШВА      | УК       | Сертификат | Албум               |
| --- | ------ | -------- | -------- | -------- | -------- | -------- | -------- | -------- | -------- | -------- | -------- | -------- | -------- | -------- | ---------- | ------------------- |
| Stop the Madness[N]                                                                                           | 1986   | ―        | ―        | ―        | ―        | ―        | ―        | ―        | ―        | ―        | ―        | ―        | ―        | ―        |            | Није албумски сингл |
| King Holiday[O] (Витни Хјустон и Кинг Дрим)                                                                   | 1986   | ―        | 30       | ―        | ―        | ―        | ―        | ―        | ―        | ―        | ―        | ―        | ―        | ―        |            | Није албумски сингл |
| It Isn't, It Wasn't, It Ain't Never Gonna Be (Арета Френклин и Витни Хјустон)                                 | 1989   | 41       | 5        | ―        | 18       | ―        | ―        | 43       | ―        | ―        | 40       | ―        | ―        | 29       |            | Through the Storm   |
| Something in Common (Боби Браун и Витни Хјустон)                                                              | 1994   | —        | —        | —        | —        | 82       | ―        | 26       | —        | 58       | 36       | ―        | 41       | 16       |            | Bobby               |
| "—" означава издање које или није дебитовало на тој топ-листи или није дебитовало у/на тој држави/територији. |        |          |          |          |          |          |          |          |          |          |          |          |          |          |            |                     |

| Someone for Me (ремикс)[C]                                                                                    | 1985 | —  | —  | —  | —  | Whitney Houston       |
| Takin' a Chance[F]                                                                                            | 1989 | —  | —  | —  | —  | I'm Your Baby Tonight |
| I Didn't Know My Own Strength                                                                                 | 2009 | 66 | 17 | 38 | 44 | I Look to You         |
| "—" означава издање које или није дебитовало на тој топ-листи или није дебитовало у/на тој држави/територији. |      |    |    |    |    |                       |

## Остале песме
| Worth It | 2010 | 61 | —  | 56  | I Look to You            |
| Call You Tonight                                                                                              | 2010 | —  | —  | 161 | I Look to You            |
| Jesus Loves Me                                                                                                | 2012 | —  | 67 | —   | The Bodyguard Soundtrack |
| "—" означава издање које или није дебитовало на тој топ-листи или није дебитовало у/на тој држави/територији. |      |    |    |     |                          |

| Назив                      | Година | Информације |
| -------------------------- | ------ | --- |
| Take Me to Your Heart      | 1984   | - Песма је снимљена 1984. године и остала необјављена јавности до 2006. године када се нашла на интернету. |
| Moment of Truth            | 1987   | - Издат као Б-страна сингла I Wanna Dance with Somebody (Who Loves Me), а касније поново објављена на макси синглу Хјустонове Exhale (Shoop Shoop). |
| Higher Love                | 1990   | - Бонус трака на јапанском издању албума I'm Your Baby Tonight. |
| Feels So Good              | 1990   | - Изашла као Б-страна сингла I'm Your Baby Tonight. |
| Dancin' on the Smooth Edge | 1990   | - Изашла као Б-страна сингла Хјустонове под називом All the Man That I Need, 1990. године. Проширена верзија поново је издата 1995. године на америчком макси синглу Exhale (Shoop Shoop). Песму су написали Роби Линг и Дејвид Ласли, а продуцирао ју је Нарада Мајкл Волден.                                                               |
| America the Beautiful      | 1991   | - Ова верзија песме доступна је само на синглу Star Spangled Banner. Оригинално је објављена 1991. године, а 10 година касније поново издата као сингл. |
| True Voice                 | 1994   | - Песма снимљена за кампању AT&T. |
| Impossible/It's Possible   | 1997   | - Хјустонова је снимила две песме за ТВ филм Пепељуга, у којем је и глумила. Песме Impossible/It's Possible, написане су од стране Ричарда Роџера и Искара Хамерштејна за филм Пепељуга из 1957. године. Песму There's Music in You, написали су Роџер и Хамерштејн за филм Main Street to Broadway. - Обе песме објављене су само на филму. |
| There's Music in You       | 1997   | - Хјустонова је снимила две песме за ТВ филм Пепељуга, у којем је и глумила. Песме Impossible/It's Possible, написане су од стране Ричарда Роџера и Искара Хамерштејна за филм Пепељуга из 1957. године. Песму There's Music in You, написали су Роџер и Хамерштејн за филм Main Street to Broadway. - Обе песме објављене су само на филму. |
| It'll Be Okay              | 2007   | - Неиздата трака Реј Џеја, Хјустонова је била на вокалима. |

## Остали пројекти
| Назив                            | Година | Албум                                | Други музичар(и)   | Информације |
| -------------------------------- | ------ | ------------------------------------ | ------------------ | --- |
| Life's a Party                   | 1978   | Life's a Party                       | бенд Мајкла Зегера | - Прво званично издање Хјустонове. |
| Think It Over                    | 1978   | Think It Over                        | Сиси Хјустон       | - Хјустонова је учествовала у албуму као позадински вокалиста на свим песмама. |
| Love Don't Hurt People           | 1978   | Think It Over                        | Сиси Хјустон       | - Хјустонова је учествовала у албуму као позадински вокалиста на свим песмама. |
| Somebody Should Have Told Me     | 1978   | Think It Over                        | Сиси Хјустон       | - Хјустонова је учествовала у албуму као позадински вокалиста на свим песмама. |
| After You                        | 1978   | Think It Over                        | Сиси Хјустон       | - Хјустонова је учествовала у албуму као позадински вокалиста на свим песмама. |
| Warning – Danger                 | 1978   | Think It Over                        | Сиси Хјустон       | - Хјустонова је учествовала у албуму као позадински вокалиста на свим песмама. |
| I Just Want to Be with You       | 1978   | Think It Over                        | Сиси Хјустон       | - Хјустонова је учествовала у албуму као позадински вокалиста на свим песмама. |
| Sometimes                        | 1978   | Think It Over                        | Сиси Хјустон       | - Хјустонова је учествовала у албуму као позадински вокалиста на свим песмама. |
| I Won't Be the One               | 1978   | Think It Over                        | Сиси Хјустон       | - Хјустонова је учествовала у албуму као позадински вокалиста на свим песмама. |
| Clouds                           | 1980   | Naughty                              | Чака Кан           | - Хјустонова као вокалиста на песми њене мајке Киси Хјустон. |
| Our Love's in Danger             | 1980   | Naughty                              | Чака Кан           | - Хјустонова као вокалиста на песми њене мајке Киси Хјустон. |
| Fire on the Bayou                | 1981   | Fiyo on the Bayou                    |                    | - Хјустонова на позадинским вокалима. |
| Sitting in Limbo                 | 1981   | Fiyo on the Bayou                    |                    | - Хјустонова на позадинским вокалима. |
| Bend Down Low                    | 1981   | Mellow                               | Херби Ман          | - Киси и Витни Хјустон на песми певача Мена. |
| All in the Name of Love          | 1981   | Special Delivery                     | Алвин Филдс        | - Хјустонова на позадинским вокалима. |
| Share My Dream                   | 1981   | Special Delivery                     | Алвин Филдс        | - Хјустонова на позадинским вокалима. |
| Hammer and Nails                 | 1982   | Experiment in White                  | Џенис Сигел        | - Хјустонова у хорском извођењу заједно са њеном мајком Циси |
| Memories                         | 1982   | One Down                             | Материјал          | - Први соло снимак Хјустонове. |
| Eternal Love                     | 1983   | Paul Jabara and Friends              | Пол Џабара         | - Хјустонова на песми као вокалисткиња. |
| Take Good Care of My Heart       | 1984   | Dynamite                             | Џермејн Џексон     | - Дует са Џермејном Џексоном који се наредне године појавио на дебитанском албуму Хјустонове. - Академија за дискографску уметност и науку забранила је Хјустоновој да се 1985. године такмичи за Греми награду, где је била у категорији за најбољег музичара. |
| Sweetest Sweetest                | 1984   | Dynamite                             | Џермејн Џексон     | - Хјустонова на позадинским вокалима. |
| Are You the Woman                | 1984   | Send Me Your Love                    | Кашиф              | - Хјустонова на позадинским вокалима. |
| Shock Me                         | 1985   | Perfect                              | Разни извођачи     | - Дует са Џермејном Џексоном који се појавио као Б-страна сингла на синглу Didn't We Almost Have It All. - Појавила се у филму са Џон Траволтом и Џејми Ли Кертис.                                                                                              |
| If You Say My Eyes Are Beautiful | 1986   | Precious Moments                     | Џермејн Џексон     | - Дует са Џермејном Џексоном. Песма се такође појавила на компилацији Whitney: The Greatest Hits. |
| Fifty Ways (To Fall in Love)     | 1987   | Love Changes                         | Кашиф              | - Хјустонова на позадинским вокалима. |
| Do You Hear What I Hear?         | 1987   | A Very Special Christmas             | разни извођачи     | - Хјустонова на божићној песми коју је продуцирао Џими Ловин, Песма се такође нашла на њеном макси синглу, Exhale (Shoop Shoop). |
| Н/Д                              | 1987   | La La                                | Ла Ла              | - Хјустонова као вокалисткиња. |
| Celebrate New Life               | 1988   | Heaven                               | БеБе и Цеце Винанс | - Хјустонова је била на позадинским вокалима песма Celebrate New Life и Hold Up The Light. |
| Hold Up the Light                | 1988   | Heaven                               | БеБе и Цеце Винанс | - Хјустонова је била на позадинским вокалима песма Celebrate New Life и Hold Up The Light. |
| Better Place                     | 1991   | Different Lifestyles                 | БеБе и Цеце Винанс | - Хјустонова се појавила на обе песме. |
| The Blood                        | 1991   | Different Lifestyles                 | БеБе и Цеце Винанс | - Хјустонова се појавила на обе песме. |
| Good Enough                      | 1992   | Bobby                                | Боби Браун         | - Хјустонова на позадинским вокалима. |
| Light of Love                    | 1993   | Angie & Debbie                       | Енџи и Деби Винанс | - Хјустонова на позадинским вокалима. |
| Love Will Find a Way             | 1993   | Friends Can Be Lovers                | Дион Варвик        | - Дует са Дион Варвик. |
| One Moment in Time (уживо)       | 1994   | Grammy's Greatest Moments, Volume II | разни извођачи     | - Снимано у студију Shrine Auditorium током 31. доделе Греми награда, 22. фебруара 1989. године. |
| Look into Your Heart             | 1994   | Песма посвећена Кертису Мајфилду     | разни извођачи     | - Песма Хјустонове, коју је написао Мајфејлд, а оригинално извела Арета Френклин. |
| Intro                            | 1997   | Forever                              | Боби Браун         | - Албум садржи интро од 52 секунде, на којем се појављује Хјустонова. |
| Believe in Love                  | 1998   | Down in the Delta Soundtrack         | разни извођачи     | - Хјустонова на гостовању песме коју изводи ритам и блуз група Sunday. |
| Ain't No Way (уживо)             | 1999   | VH1 Divas Live '99                   | разни извођачи     | - Уживо наступа из Њујорка, 13. април 1999. - Мери Џеј Блајџ на песмама Ain't No Way, Chaka Khan и I'm Every Woman, са Хјустоновом уживо. |
| I Will Always Love You (уживо)   | 1999   | VH1 Divas Live '99                   | разни извођачи     | - Уживо наступа из Њујорка, 13. април 1999. - Мери Џеј Блајџ на песмама Ain't No Way, Chaka Khan и I'm Every Woman, са Хјустоновом уживо. |
| I'm Every Woman (уживо)          | 1999   | VH1 Divas Live '99                   | разни извођачи     | - Уживо наступа из Њујорка, 13. април 1999. - Мери Џеј Блајџ на песмама Ain't No Way, Chaka Khan и I'm Every Woman, са Хјустоновом уживо. |
| Whitney Houston Dub Plate        | 2000   | The Ecleftic: 2 Sides II a Book      | Вајклеф Џин        | - Вајклер и Хјустонова у извођењу песме My Love Is Your Love, чији текст се разликује од оригиналног. |
| Family First                     | 2007   | Daddy's Little Girls                 | разни извођачи     | - Хјустонова у извођењу песме са породицом и мајком Кејси. |